# Automeris escalantei
Automeris escalantei är en fjärilsart som beskrevs av Lemaire 1968. Automeris escalantei ingår i släktet Automeris och familjen påfågelsspinnare. Inga underarter finns listade i Catalogue of Life.